# Château d'Amboise
Château d'Amboise je château, ki se nahaja v mestu Amboise v departmaju Indre-et-Loire (Francija).
UNESCO je grad uvrstil na Seznam svetovne dediščine.